# دائرة أكين
دائرة أكين هي إحدى الدوائر الخمس في الإدارة الجنوبية في جنوب غرب هايتي.